# Еммануель Окран
Еммануель Окран (англ. Emmanuel Ocran; нар. 19 лютого 1996, Секонді-Такораді, Гана) — ганський футболіст, вінґер гібралтарського клубу «Лінкольн Ред Імпс».

## Клубна кар'єра
Еммануель Окран був одним з гравців «Ва Олл Старз», яка виграла Прем'єр-лігу Гани 2016 року. 15 лютого 2017 року відправився в оренду до клубу United Soccer League «Реал Монаркс». У вересні 2019 року повернувся на батьківщину таприєднався до команди ганської Прем'єр-ліги «Дрімс».
17 липня 2021 року перейшов у річну оренду до команди національної ліги Гібралтару «Лінкольн Ред Імпс».

## Кар'єра в збірній
Перший виклик до національної збірної Гани отримав у серпні 2016 року на матч кваліфікації Кубку африканських націй 2017 року.

## Досягнення

### Клубні
«Ва Олл Старз»
- Прем'єр-ліга Гани
  -  Чемпіон (1): 2016

- Суперкубок Гани
  -  Володар (1): 2017

«Лінкольн Ред Імпс»
- Прем'єр-дивізіон Гібралтару
  -  Чемпіон (1): 2021-22
- Кубок Гібралтару
  -  Володар (1): 2022

### Індивідуальні
- Найкращий гравець сезону Kuntu Blankson: 2015/16